# Ageratum matricarioides
Ageratum matricarioides là một loài thực vật có hoa trong họ Cúc. Loài này được (Spreng.) Less. mô tả khoa học đầu tiên năm 1832.